# Meenambakkam
Meenambakkam es una ciudad y nagar Panchayat situada en el distrito de Chennai en el estado de Tamil Nadu (India). Su población es de 24334 habitantes (2011). Se encuentra a 17 km de Chennai y a 59 km de Kanchipuram.

## Demografía
Según el censo de 2011 la población de Meenambakkam era de 24334 habitantes, de los cuales 12361 eran hombres y 11973 eran mujeres. Meenambakkam tiene una tasa media de alfabetización del 90,66%, superior a la media estatal del 80,09%.